# Porthetis
Porthetis is een geslacht van rechtvleugeligen uit de familie Pamphagidae. De wetenschappelijke naam van dit geslacht is voor het eerst geldig gepubliceerd in 1831 door Jean Guillaume Audinet Serville.

## Soorten
Het geslacht Porthetis  is monotypisch en omvat slechts de volgende soort:
- Porthetis carinata (Linnaeus, 1758)